# アンドレア・バルツァッリ
- アンドレア・バルツァッリ
- -・バルザーリ

アンドレア・バルツァッリ（Andrea Barzagli、1981年5月8日 - ）は、イタリア・フィエーゾレ出身の元サッカー選手。元イタリア代表で2006年、2014年と2度ワールドカップに出場、2006年ドイツ大会の優勝メンバーである。ポジションはディフェンダー（CB）。バルザーリとも表記される。

## 経歴

### クラブ経歴

#### キャリア初期
17歳の時地元セリエC2クラブのロンディネッラでキャリアをスタート。当時はミッドフィールダーとしてプレーした。同チームで経験を積み、2000年よりセリエBのACピストイエーゼにてプレーしチームを率いたジュゼッペ・ピッロンに気に入られ、ピッロンがセリエBのアスコリ・カルチョを率いる際に引き抜かれる。ここでDFにコンバートされると持ち味の強さと高さを発揮し実績を積んで、2003年にルイジ・デルネーリ率いるセリエAのACキエーヴォ・ヴェローナへと移籍した。ルイジ・サーラからレギュラーを奪い取り、ユヴェントスFCへ移籍したニコラ・レグロッターリエの穴を埋め「第2のレグロッターリエ」と呼ばれた。

#### パレルモ
2004年にはUSチッタ・ディ・パレルモへと移籍、31年ぶりにセリエAへ昇格したチームながらも上位進出をするチームの守備の要として急成長し、イタリア代表にも名を連ねるようになった。2007年にはクラブのキャプテンも務めた。

#### ヴォルフスブルク
2008年に故郷フィレンツェのクラブであるフィオレンティーナへと移籍すると思われていたが、パレルモのチームメイトで親友でもある同じDFのクリスティアン・ザッカルドと共に5月28日、ドイツのVfLヴォルフスブルクにDFとしては当時ブンデスリーガ最高額（同時にクラブ最高額）の移籍金1400万ユーロとチーム内トップの年俸400万ユーロで移籍。すぐにディフェンスラインの要となり、1年を通して安定した守備を見せてリーグ戦全34試合にフル出場。移籍1年目にしてブンデスリーガ優勝を成し遂げた。しかし、その後は故障や異国でのストレスによるモチベーションの低下もあって出場機会が減少し、2011年1月27日にキエーヴォ時代の恩師デルネーリが監督を務めるユヴェントスへ移籍した。

#### ユヴェントス
2年半ぶりのイタリア復帰となった2010-11シーズンの後半のみで15試合に出場した。デルネーリが退任し、クラブOBのアントニオ・コンテが新監督に就任した翌2011-12シーズンはDFラインの中心として35試合に出場。ユヴェントスの9シーズンぶりのスクデット獲得に貢献した。
チャンピオンズリーグ3度の決勝進出、セリエA8連覇に貢献したが、2018-19年シーズンをもって現役を引退することを発表した。
2019年9月25日、トップチームのテクニカル・コラボレーターとしてユヴェントスに復帰することが発表された。

### 代表経歴

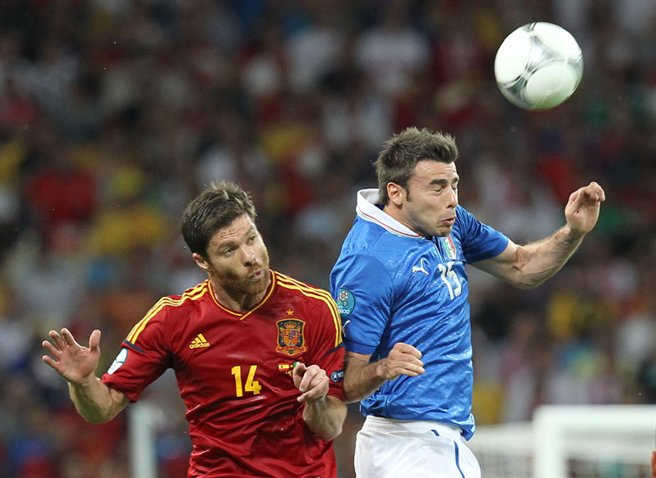
EURO2012決勝でのバルツァッリ（右）

U-21を経験後、2004年にマルチェロ・リッピ率いるフル代表に招集されている。同年にはアテネオリンピックに向けたメンバーにも選ばれ、銅メダルを獲得した。
2006年にはドイツW杯のメンバーに選出。第4CBながらもアレッサンドロ・ネスタの怪我とマルコ・マテラッツィの出場停止の穴を埋める形で2試合に出場し優勝メンバーとなった。
ロベルト・ドナドーニ監督のもと、UEFA EURO 2008予選では7試合に出場し、本大会のメンバーにも選出される。負傷したファビオ・カンナヴァーロの代わりに、初戦のオランダ戦でマテラッツィとコンビを組み出場するも、0-3の敗戦を喫する。この結果を受けて、2戦目以降はジョルジョ・キエッリーニとクリスティアン・パヌッチがCBの座を務め、ベスト8まで進んだチームの中において、自身は1試合の出場に留まった。大会終了後ドイツに身を移してからは、協会スタッフが一度も視察に訪れなかったこともあって、しばらく代表から遠ざかることになる。
2011年10月7日に約3年ぶりに代表に招集されると、UEFA EURO 2012の予選2試合に出場。EURO2012本大会の直前に負傷し出場が危ぶまれたが、グループリーグ第3戦のアイルランド代表戦よりスターティングラインナップに名を連ね、クラブでも同僚のジョルジョ・キエッリーニやレオナルド・ボヌッチとともにディフェンスラインを形成。決勝でスペインに大敗したものの、準優勝を果たした。
2014年ワールドカップ・ブラジル大会でもレギュラーとしてプレー。
2016年、UEFA EURO 2016大会後に代表から引退することを発表した。UEFA EURO 2016のメンバーに選出されレギュラーとしてプレーした。しかし代表監督ジャンピエロ・ヴェントゥーラの説得により代表引退を撤回し、2016年9月のフランスとの親善試合でプレーした。
2017年、2018 FIFAワールドカップ・ヨーロッパ予選のプレーオフに敗れた後に代表引退をした。

## 代表歴

### 出場大会
- イタリア代表
  - 2006 FIFAワールドカップ
  - 2014 FIFAワールドカップ

### 試合数
- 国際Aマッチ 73試合 0得点（2004年-2017年）[8]

| イタリア代表 | 国際Aマッチ | 国際Aマッチ |
| 年           | 出場        | 得点        |
| ------------ | ----------- | ----------- |
| 2004         | 1           | 0           |
| 2005         | 6           | 0           |
| 2006         | 6           | 0           |
| 2007         | 6           | 0           |
| 2008         | 6           | 0           |
| 2009         | 0           | 0           |
| 2010         | 0           | 0           |
| 2011         | 2           | 0           |
| 2012         | 11          | 0           |
| 2013         | 8           | 0           |
| 2014         | 4           | 0           |
| 2015         | 4           | 0           |
| 2016         | 11          | 0           |
| 2017         | 8           | 0           |
| 通算         | 73          | 0           |

## エピソード
- 右腕には「魂業」と書かれたタトゥーがある。
- 背番号はヴォルフスブルク在籍まで「43」を好んで着けていたが、ユヴェントス移籍以降はクラブがあまり大きい背番号を認めない方針もあり「15」を着けている。

## タイトル

### クラブ
ロンディネッラ・カルチョ
- セリエD 1998-99

アスコリ・カルチョ
- セリエC1 2001-02

VFLヴォルフスブルク
- ブンデスリーガ 2008-09

ユヴェントスFC
- セリエA 2011-12, 2012-13, 2013-14, 2014-15, 2015-16, 2016-17, 2017-18, 2018-19
- コッパ・イタリア 2014-15, 2015-16, 2016-17, 2017-18
- スーペルコッパ・イタリアーナ 2012, 2013, 2015, 2018

### 代表
- UEFA U-21欧州選手権 2004
- FIFAワールドカップ 2006

### 個人
- セリエAベストイレブン 2011/12, 2012/13, 2013/14、2015/16
- セリエAディフェンダー賞 2011/2012、2012/2013